# Fancy (Sänger)

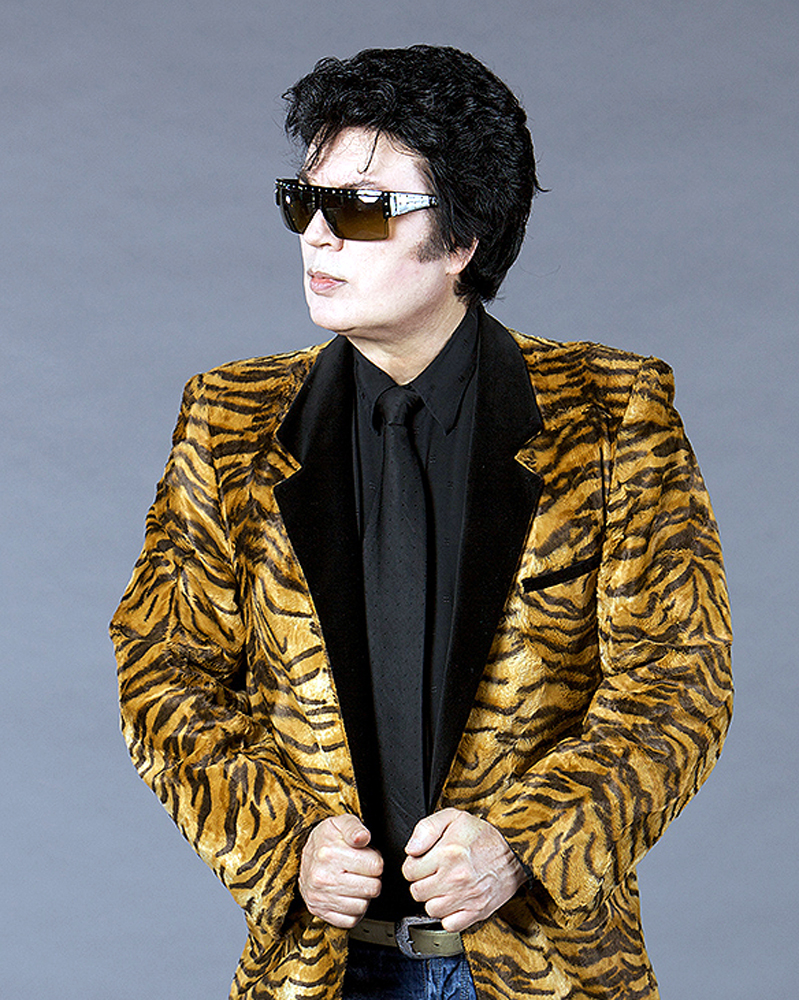
Fancy (2009)

Fancy (* 7. Juli 1946 in München; eigentlich Manfred Alois Segieth) ist ein deutsch-spanischer Musiker, Sänger und Musikproduzent (Letzteres meist unter dem Namen Tess). In den 1980er Jahren hatte er internationalen Erfolg mit verschiedenen Euro-Disco-Hits.

## Leben
Fancy besuchte ein Gymnasium in Dillingen an der Donau und wohnte während dieser Zeit in einem Kloster-Internat. Bereits während seiner Schulzeit spielte er in einer Cover-Band mit dem Namen Mountain Shadows, mit der er Lieder von Cliff Richard coverte. Nach Abschluss des Gymnasiums zog Fancy nach München, um weiter Musik zu machen. Er erlernte den Beruf eines Verlagskaufmanns und arbeitete im Musikverlagswesen, wo er in den 1970er Jahren u. a. Frank Farian kennenlernte.

### Karriere
Als Produzent, Arrangeur und Komponist ist Fancy seit den 1970er Jahren bis heute tätig. Unter dem Künstlernamen Tess Teiges sang er auch deutsche Schlager. Nebenbei beschäftigte er sich mit Einrichtungen und Dekorationen für Lokale oder Diskotheken und trat als Parodist bei der Revue La Grande Revue – Sandy, Mandy & Tess sowie als Verwandlungskünstler und Zauberer auf. Fancy suchte immer wieder nach neuen Talenten, die er unter seinem Label Tess Productions produzierte.
In den 1970er Jahren war Segieth unter dem Namen Tess als Produzent für Hansa Records tätig, u. a. für das Duo Slip mit Harmony, einem Song von Giorgio Moroder. 1984 gelang ihm mit der Single Slice Me Nice der kommerzielle Durchbruch, laut eigener Aussage war Slice Me Nice von Divines Shoot Your Shot inspiriert. 1986 produzierte Fancy unter dem Namen „Ringo“ auch eine Coverversion von Shoot Your Shot. Mit den nachfolgenden Veröffentlichungen wie Chinese Eyes, Get Lost Tonight und L. A. D. Y. O. prägte er seinen eigenen Musikstil, der „Maschinen-Beat“ wurde zu seinem Markenzeichen. Auch die Tatsache, dass er stets stark geschminkt auftrat, machte ihn unverwechselbar. 1985 war Fancy als einziger deutscher Popsänger und Produzent mit Chinese Eyes und Come Inside in den Jahres-Top-Ten der US Billboard Dance Charts: Top Ten Of The Year 1985. Mit der Hit-Single Bolero hatte er Top-10-Platzierungen in Skandinavien, Niederlande, Belgien, Frankreich und anderen europäischen Ländern.
Seine größten internationalen Erfolge kamen 1986 mit Lady of lce und 1988 mit Flames of Love. 1998 erreichte die LP Best Of Fancy als erste Fetenhits-Kompilation die Media-Control-Charts. In diesem Jahr hatte Fancy gleichzeitig zwei LPs in den deutschen LP-Charts: Best Of Fancy auf Fetenhits, Polygram/Universal und Hitparty auf BMG, Jupiter Records.
Für das Label ZYX Records produzierte Fancy in den 1980er Jahren zahlreiche Titel unter dem Namen Tess, u. a. remixte er 1985 West End Girls von den Pet Shop Boys und produzierte Grant Miller, Paul Mc Douglas oder The Hurricanes. In den 1990ern produzierte er für Siegfried und Roy einige Stücke. Auf dem Album Dreams and Illusions mit der Musik aus der Las-Vegas-Show, für die auch Michael Jackson einen Song beisteuerte, sang Fancy unter dem Künstlernamen Sarmoti den Titel Magic of Your Mind.
Am 18. Februar 2000 nahm Fancy mit dem Lied We Can Move a Mountain am Countdown Grand Prix 2000, der deutschen Vorentscheidung zum Eurovision Song Contest, teil und belegte den fünften Platz. Begleitet wurde er auf der Bühne von Ikenna Amaechi und Gloria Gray.
Im Dezember 2008 erschien das Studioalbum Forever Magic mit einigen neuen Titeln, Coverversionen und vor allem Neuaufnahmen älterer Titel aus den 1990er Jahren. Sein Lied Slice Me Nice wurde 2008 vom deutschen Rapper Frauenarzt zusammen mit DJ Manny Marc und dem Houseproduzenten Alexander Marcus unter dem Titel Florida Lady gecovert. Im April 2014 veröffentlichte Fancy eine Coverversion des Beatles-Klassikers I Should Have Known Better. Juni 2021 veröffentlichte Fancy dann ein neues Studio-Album Masquerade (Les Marionnettes) in Co-Production mit Luis Rodriquez. 2022 folgte das Album „Diamonds Forever - Part 1“ mit Neuaufnahmen der großen Hits, erneut produziert von Rodriguez. Fancy gibt bis heute noch Konzerte in z. B. Europa, Russland, Südostasien, Südamerika und den USA.
In den 1980ern trat Fancy regelmäßig in der ZDF Hitparade auf. Er war auch in der Sendung Formel Eins, dem ZDF-Fernsehgarten, der Show Willkommen bei Carmen Nebel oder der MDR-Kultsendung Stop & Go zu sehen. Im Jahr 2013 war er neben Pamela Anderson und David Hasselhoff Teilnehmer der Reality Show Promi Big Brother auf Sat.1. Er verließ die Sendung am 25. September 2013.
Fancy ist auch als Buchautor tätig. 1999 erschien seine Biografie der Zauberer Siegfried und Roy: A Life Of Magic. Fancys Buch Life Of Fancy, The Interview erschien im Frühjahr 2019 in vier Sprachen (Englisch, Spanisch, Russisch und Deutsch).
2009 gründete Fancy die Deutsche Tigerstiftung, die sich der Verbesserung der Lebensqualität von Zootigern widmete. Die Stiftung wurde mittlerweile aufgelöst.

## Diskografie

### Studioalben
| Jahr | Titel          | Höchstplatzierung, Gesamtwochen, AuszeichnungChartplatzierungen (Jahr, Titel, Platzierungen, Wochen, Auszeichnungen, Anmerkungen) | Höchstplatzierung, Gesamtwochen, AuszeichnungChartplatzierungen (Jahr, Titel, Platzierungen, Wochen, Auszeichnungen, Anmerkungen) | Anmerkungen                                                         |
| Jahr | Titel          | DE | CH | Anmerkungen                                                         |
| ---- | -------------- | --- | --- | ------------------------------------------------------------------- |
| 1985 | Get Your Kicks | — | CH13 (5 Wo.)CH | Erstveröffentlichung: Mai 1985 Produzent: Anthony Monn              |
| 1987 | Contact        | DE57 (1 Wo.)DE | — | Erstveröffentlichung: Februar 1987 Produzent: Anthony Monn, Fancy   |
| 1988 | Flames of Love | DE54 (4 Wo.)DE | — | Erstveröffentlichung: Juni 1988 Produzenten: Anthony Monn, Fancy    |
| 1988 | Gold           | DE60 (1 Wo.)DE | — | Erstveröffentlichung: Oktober 1988 Produzenten: Anthony Monn, Fancy |

Weitere Studioalben
- 1989: All My Loving
- 1990: Five
- 1991: Six – Deep in My Heart
- 1995: Blue Planet Zikastar
- 1996: Colours of Life
- 1996: Christmas in Vegas
- 1998: Blue Planet
- 1999: D. I. S. C. O.
- 2000: Strip Down
- 2001: Locomotion
- 2008: Forever Magic
- 2021: Masquerade (Les Marionnettes)
- 2023: Viva la Vida

### Kompilationen
| Jahr | Titel                        | Höchstplatzierung, Gesamtwochen, AuszeichnungChartsChartplatzierungen (Jahr, Titel, Platzierungen, Wochen, Auszeichnungen, Anmerkungen) | Anmerkungen                          |
| Jahr | Titel                        | DE | Anmerkungen                          |
| ---- | ---------------------------- | --- | ------------------------------------ |
| 1988 | Gold                         | DE60 (1 Wo.)DE | Erstveröffentlichung: Oktober 1988   |
| 1988 | Hit Party                    | DE54 (5 Wo.)DE | Erstveröffentlichung: August 1988    |
| 1994 | It’s Me – The Hits 1984–1994 | DE47 (9 Wo.)DE | Erstveröffentlichung: Juli 1994      |
| 1998 | Best of Fancy                | DE25 (8 Wo.)DE | Erstveröffentlichung: September 1998 |

Weitere Kompilationen
- 1985: Introducing Fancy
- 1988: The Best of Fancy
- 1988: Gold Remix
- 1988: That’s Fancy
- 1991: Hooked On a Loop
- 1993: Golden Stars – Golden Hits
- 2001: Fancy for Fans
- 2003: Best of … Die Hits auf Deutsch
- 2004: I Love Fancy
- 2004: Greatest Hits
- 2007: Hit Collection
- 2009: Disco Forever
- 2010: Top Hits (Fancy & Friends)
- 2010: 25th Anniversary Box (Box mit 5 CDs)
- 2011: Colors of the 80s
- 2013: The Original Maxi-Singles Collection (2 CDs)
- 2013: Flames of Love – His Greatest Hits (Box mit 2 CDs und DVD)
- 2022: Diamonds Forever – Part 1

### Singles
| Jahr | Titel Album                  | Höchstplatzierung, Gesamtwochen, AuszeichnungChartplatzierungen (Jahr, Titel, Album, Platzierungen, Wochen, Auszeichnungen, Anmerkungen) | Höchstplatzierung, Gesamtwochen, AuszeichnungChartplatzierungen (Jahr, Titel, Album, Platzierungen, Wochen, Auszeichnungen, Anmerkungen) | Höchstplatzierung, Gesamtwochen, AuszeichnungChartplatzierungen (Jahr, Titel, Album, Platzierungen, Wochen, Auszeichnungen, Anmerkungen) | Anmerkungen                                      |
| Jahr | Titel Album                  | DE | AT | CH | Anmerkungen                                      |
| ---- | ---------------------------- | --- | --- | --- | ------------------------------------------------ |
| 1984 | Slice Me Nice Get Your Kicks | DE11 (20 Wo.)DE | AT2 (15 Wo.)AT | CH9 (12 Wo.)CH | Erstveröffentlichung: Juni 1984 Produzent: Fancy |
| 1984 | Chinese Eyes Get Your Kicks  | DE9 (14 Wo.)DE | AT17 (8 Wo.)AT | CH9 (10 Wo.)CH | Erstveröffentlichung: September 1984             |
| 1985 | Get Lost Tonight Gold        | DE31 (7 Wo.)DE | — | CH19 (5 Wo.)CH | Erstveröffentlichung: Januar 1985                |
| 1986 | Lady of Ice Contact          | DE13 (17 Wo.)DE | — | CH18 (10 Wo.)CH | Erstveröffentlichung: Dezember 1986              |
| 1987 | Latin Fire Contact           | DE24 (10 Wo.)DE | — | CH11 (7 Wo.)CH | Erstveröffentlichung: Mai 1987                   |
| 1987 | China Blue Flames of Love    | DE50 (7 Wo.)DE | — | — | Erstveröffentlichung: Dezember 1987              |
| 1988 | Flames of Love               | DE14 (21 Wo.)DE | AT13 (6 Wo.)AT | — | Erstveröffentlichung: April 1988                 |
| 1988 | Fools Cry Gold               | DE18 (9 Wo.)DE | — | — | Erstveröffentlichung: September 1988             |
| 1989 | No Tears All My Loving       | DE44 (6 Wo.)DE | — | — | Erstveröffentlichung: Mai 1989                   |
| 1998 | Mega-Mix ’98 Best of Fancy   | DE20 (14 Wo.)DE | — | — | Erstveröffentlichung: Juli 1998                  |

Weitere Singles
- 1985: Colder Than Ice
- 1985: L. A. D. Y. O.
- 1985: Check It Out
- 1985: Bolero (Hold Me in Your Arms Again)
- 1987: Raving Queen
- 1987: Turbo Dancer Remix (Promo)
- 1989: All My Loving
- 1989: Angel Eyes
- 1990: When Guardian Angels Cry
- 1990: When Guardian Angels … Rap (feat. Grandmaster Tess und Steve D5)
- 1991: Fools Cry Rap (Whenever Fools Cry) (feat. Grandmaster Tess und Steve D5)
- 1993: Love Has Called Me Home
- 1993: No Way Out (feat. Latoya Turner)
- 1994: Long Way to Paradise
- 1994: Beam Me Up (feat. High K.)
- 1995: Again & Again
- 1995: I Can Give You Love
- 1996: The Big Dust – Remixes
- 1996: Deep Blue Sky
- 1996: Colours of Life
- 1998: Come Back and Break My Heart
- 1998: Flames of Love ’98
- 1998: Slice Me Nice ’98
- 1998: Long Way To Paradise (Remix ’99)
- 1999: D. I. S. C. O. (Lust for Life)
- 1999: Na Na Na Na Hey Hey Hey Kiss Him Goodbye
- 1999: How Do You Feel Right Now?
- 2000: Megamix 2000
- 2000: Gimme a Sign
- 2000: We Can Move a Mountain
- 2002: Hör den Bolero (Bolero)
- 2002: Pretty Woman
- 2003: Stimme der Nacht (A Voice in the Dark)
- 2005: Slice Me Nice (Mr. Rokk feat. Fancy)
- 2008: A Voice in the Dark 2008
- 2013: Flames of Love Megamix
- 2014: Stronger Together (Linda Jo Rizzo feat. Fancy)
- 2014: I Should Have Known Better
- 2021: I Like your Smile
- 2021: Summer Wine (Lian Ross feat. Fancy)
- 2021: Rockabye me
- 2021: I'm still a fool
- 2022: Running Man 2022
- 2023: Viva la Vida

## Auszeichnungen für Musikverkäufe
| Goldene Schallplatte - Spanien - 1987: für die Single Bolero (Hold Me in Your Arms Again) |

| Land/RegionAuszeichnungen für Musikverkäufe (Land/Region, Auszeichnungen, Verkäufe, Quellen) | Gold  | Platin | Verkäufe | Quellen       |
| -------------------------------------------------------------------------------------------- | ----- | ------ | -------- | ------------- |
| Spanien (Promusicae)                                                                         | Gold1 | —      | 25.000   | mediafire.com |
| Insgesamt                                                                                    | Gold1 | —      |          |               |